# فيروس رنا مزدوج السلاسل
فيروسات الرنا مزدوج السلاسل (بالإنجليزية: Double-stranded RNA viruses)‏ هي مجموعة متنوعة من الفيروسات التي تختلف بشكل كبير في المضيف الذي تصيبه (حيوانات، نباتات، فطريات وبكتيريا)، وفي عدد قطع الجينوم (من واحد إلى إثني عشر) أو هيئة الفيروس (وحدات وبنية القفيصة). من أعضاء هذه المجموعة: الفيروس العجلي المعروف بأنه سبب شائع لالتهاب المعدة والأمعاء لدى الأطفال الصغار، وفيروس اللسان الأزرق وهو مُمْرِض للأبقار والخرفان ذو أثار اقتصادية مهمة.
من عائلات هذه المجموعة من الفيروسات، تعبر الفيروسات التنفسية المعوية اليتيمة أكبرها وأكثرها تنوعا من حيث المضيفات التي تصيبها.
في الأعوام الأخيرة سمحت الزيادة المستمرة في معرفة تركيب الجزيئات الفيروسية، وعدوى الخلايا بالفيروسات ومسار الإمراض الفيروسي بتقديم مناهج لتطوير استرتيجيات وعوامل مضادة جديدة للفيروسات.